# 宍戸広周
宍戸 広周（ししど ひろちか、享保5年2月3日（1720年3月11日） - 明和9年9月2日（1772年9月28日））は、長州藩毛利家家臣。宍戸家第20代当主。
父は熊谷元貞。母は志道就保（椙杜就保とも、志道元保の曾孫）の娘。養父は伯父（父・元貞の実兄）である宍戸広隆。正室は毛利元連の娘。子は宍戸就年、於蓑亀（志道就良室）、於寿伝（内藤栄勝室）、於槌（内藤就咨室）ら。
通称は初次郎、志摩、出雲。藩主毛利宗広より偏諱を受けて、初め広満（ひろみつ）、のち広周と名乗る。

## 生涯
享保5年（1720年）、長州藩士熊谷元貞の次男として生まれる。元文元年（1736年）、伯父宍戸広隆の死去によりその家督を相続し、三丘領主、長州藩一門家老となり、藩主毛利宗広、重就に仕えた。宝暦元年（1751年）、藩主宗広が没し、支藩清末藩より重就が藩主として迎えられる。実子を世子としたい重就と対立して、宗広の遺言として縁戚の有馬家より一準の子・純峯（毛利重広）を養子に迎えることを主張して実現する。宝暦2年（1752年）7月に重就に加判役（家老）を罷免される。宝暦10年（1760年）、世子重広が没し、重就の四男岩之允（毛利治親）が世子と定められると、反対派として処分される。
宝暦11年（1761年）、家督を嫡男就年に譲り隠居する。明和9年（1772年）9月2日死去。享年53。